# Bezuhlivka, Zhurivka
Bezuhlivka (în ucraineană Безуглівка) este localitatea de reședință a comunei Bezuhlivka din raionul Zhurivka, regiunea Kiev, Ucraina.

## Demografie
Componența lingvistică a localității Bezuhlivka
     Ucraineană (98,05%)
     Rusă (1,95%)
Conform recensământului din 2001, majoritatea populației localității Bezuhlivka era vorbitoare de ucraineană (98,05%), existând în minoritate și vorbitori de rusă (1,95%).